# Радиостанция (техническое средство)
Радиоста́нция — комплекс устройств для передачи информации посредством радиоволн и (или) её приёма. По российским ГОСТам — один или несколько радиопередатчиков или радиоприёмников, или комбинация радиопередатчиков и радиоприёмников, включая вспомогательное оборудование, необходимые в определённом месте для организации службы радиосвязи.
Хотя формально радиоприёмные устройства относятся к радиостанциям, на практике, в технической литературе и документации под радиостанциями обычно понимают те технические средства, которые содержат в своём составе радиопередатчик.
Под термином радиоста́нция в обиходе понимают также предприятие (учреждение) массовой информации, занимающееся радиовещанием.

## Разновидности радиостанций

### Вещательные радиостанции

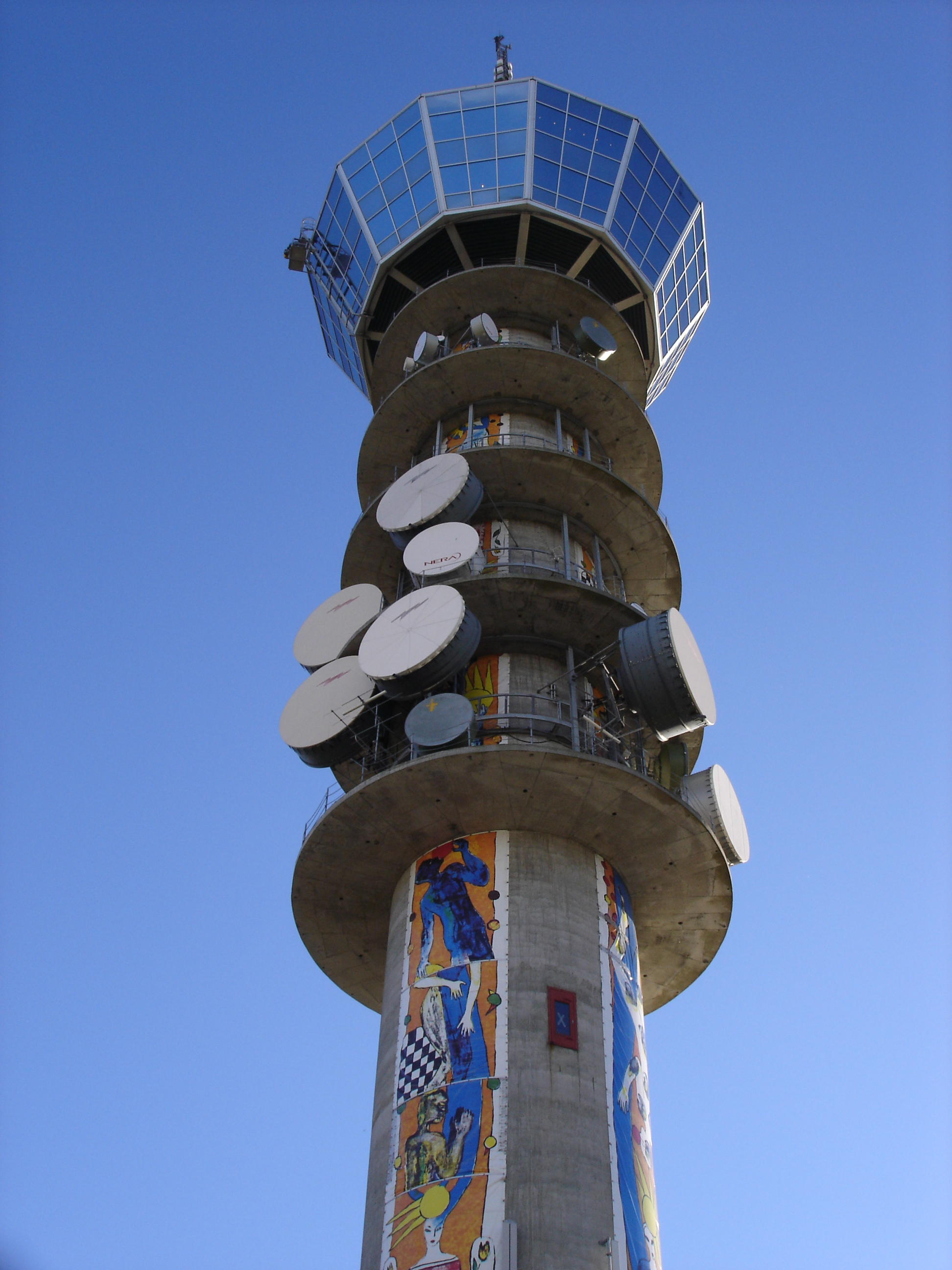
Радиостанция

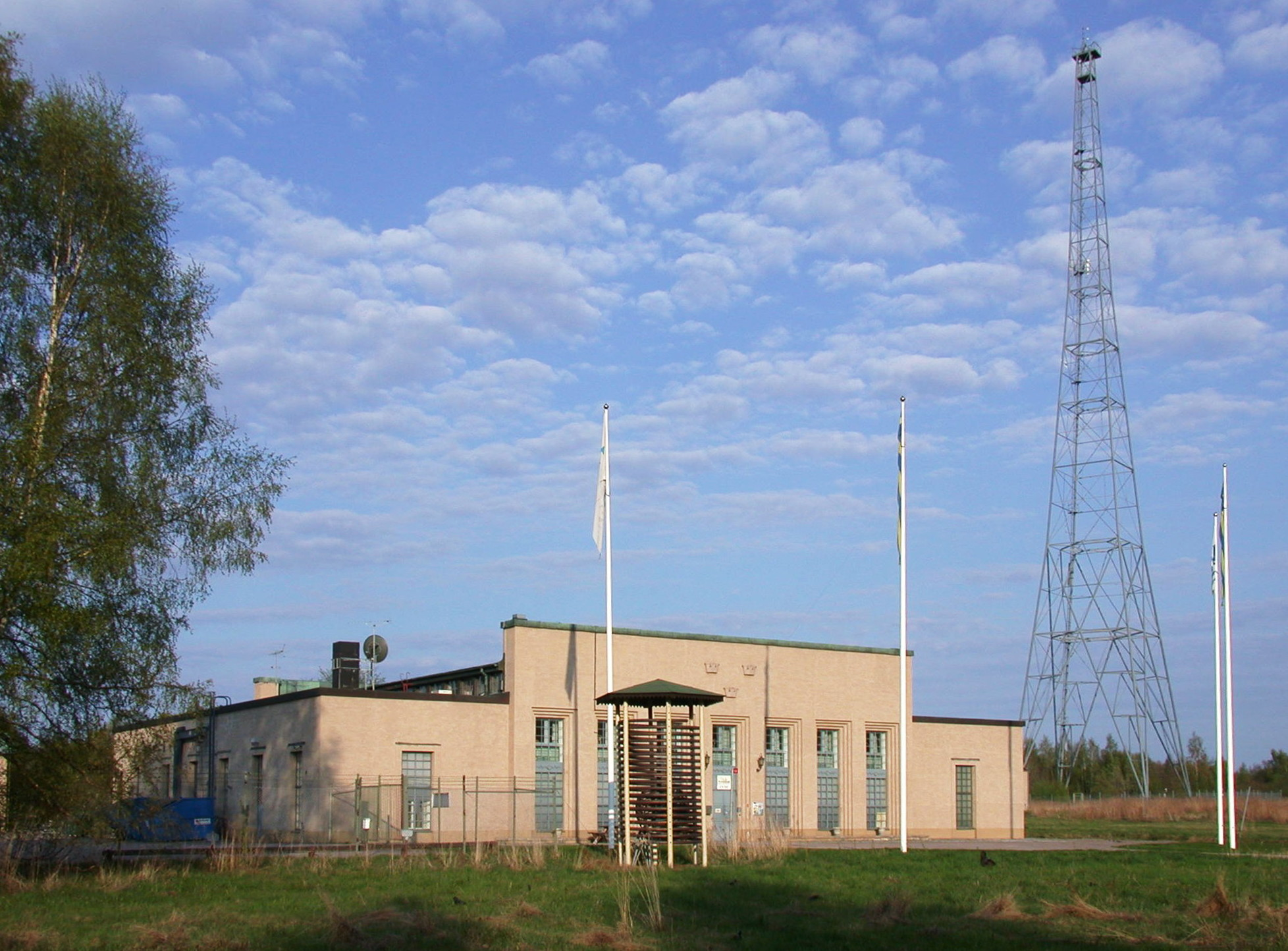
Радиостанция в Мотале, Швеция

Вещательная радиостанция — комплекс технических средств предназначенных для распространения программ радиовещания посредством радиоволн. Составная часть вещательного радиоцентра. Состоит из радиопередатчика, фидера и антенны. Вещание может вестись в диапазонах КВ, ДВ, СВ, УКВ (FM) — тех же, что существуют у радиопередатчиков и радиоприёмников. Интервал (разнос) между частотами соседних широковещательных радиостанций на ДВ и СВ — 9 (в США 10) кГц, на КВ 5 кГц (у всех), в УКВ-1 не менее 180 кГц, в УКВ-2 (в Российской Федерации) при вещании с одной и той же точки — не менее 400 кГц. В зависимости от количества программ делятся на радиостанции одно- и многоканального вещания. В ноябре 1897 года была построена первая вещательная радиостанция Маркони Гульельмо Маркони — на английском побережье, она передавала главные вести в стране.

#### Цифровые радиостанции
Цифровые радиостанции (DRM, фр. Digital Radio Mondiale) передают сжатый и закодированный цифровой сигнал. Диапазоны от ДВ до КВ. Качество высокое при небольшой мощности передатчика. Уже ведутся регулярные передачи десятков станций, однако формат пока не получил широкого распространения из-за нераспространённости приёмников.

#### Телевизионные станции
УКВ (МВ и ДМВ) радиостанции, передающие телевизионный сигнал. Вещание локальное. Стандартная ширина полосы частот, занимаемых сигналами телевещания («сетка» частот) — от 4 до 8 МГц. В широко используемом пока аналоговом телевидении (NTSC, PAL, SECAM) используется амплитудная модуляция для передачи изображения и частотная модуляция для передачи звука.

### Бортовые радиостанции

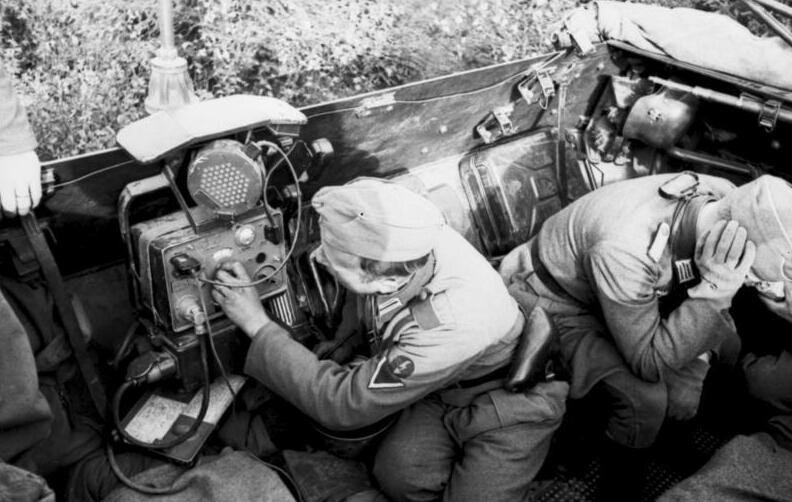
КВ радиостанция Fusprech на бронетранспортёре, Германия, 1941 г.

Бортовые радиостанции устанавливаются на мобильных объектах военного или гражданского назначения (автомобилях, летательных аппаратах, судах, танках и т. д.). Используется УКВ-диапазон — для ближней (диспетчерской) связи и ДВ, СВ, КВ — для дальней связи

### Радиолюбительские станции

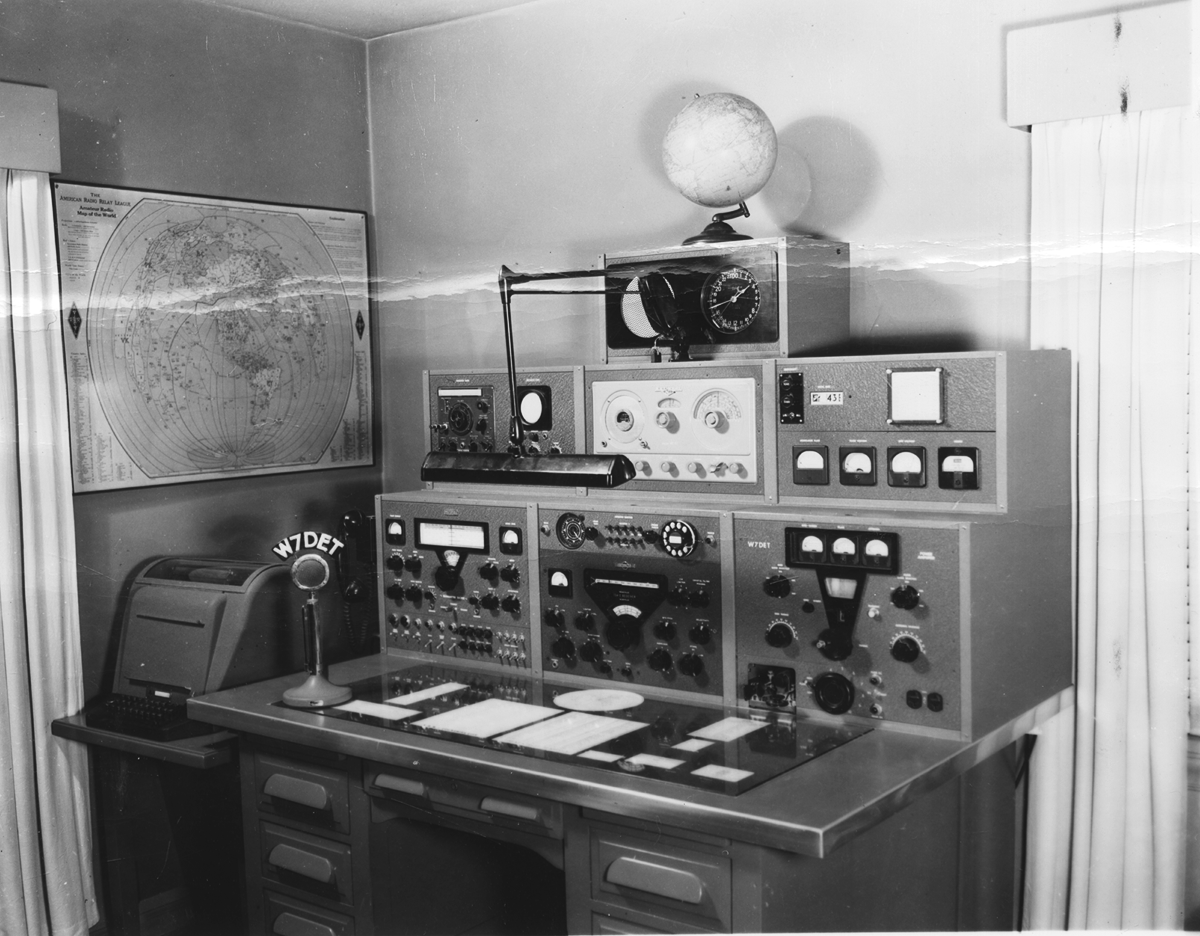
Оборудование любительской КВ радиостанции, 1950-е гг.

В большинстве стран мира любительская радиосвязь разрешена как вид спорта и технического творчества. Кроме того, зарегистрированные любительские радиостанции могут привлекаться для обеспечения связи в чрезвычайных ситуациях. Передатчики любительских станций — маломощные, выходная мощность большинства не превышает 100—200 Вт, максимальная разрешённая в различных странах мира может достигать 1,5 кВт.
Любительская радиосвязь ведётся строго в пределах отведённых для неё весьма узких частотных диапазонов.
Применяемые виды работы: радиотелеграфия с амплитудной манипуляцией (CW); радиотелефония с однополосной (SSB) и частотной модуляцией (классическая амплитудная модуляция в настоящее практически не используется); телевидение с медленной разверткой (SSTV); цифровые виды радиосвязи (радиотелетайп (RTTY), фазовая манипуляция PSK31 и др.).
Любительские радиостанции бывают индивидуальные и коллективные, создаваемые при предприятиях, учебных заведениях, общественных или спортивных организациях и т. п.

### Носимые радиостанции

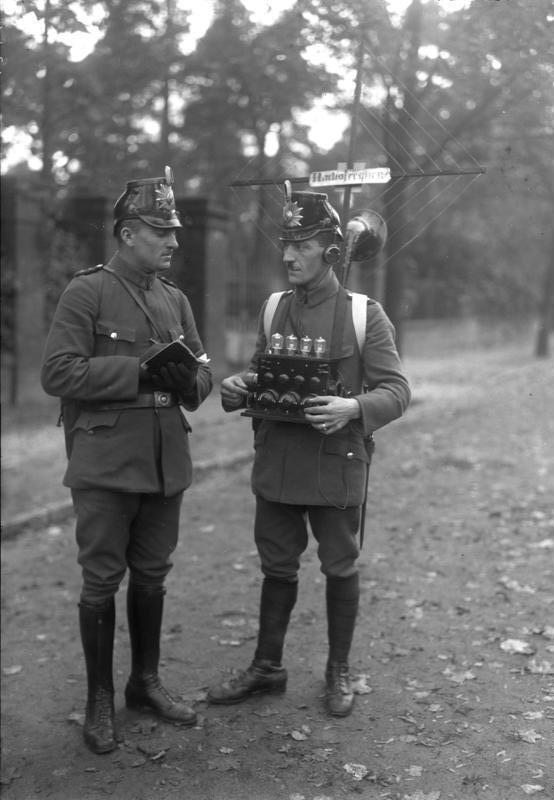
Полицейская носимая радиостанция, Германия, 1932 г.

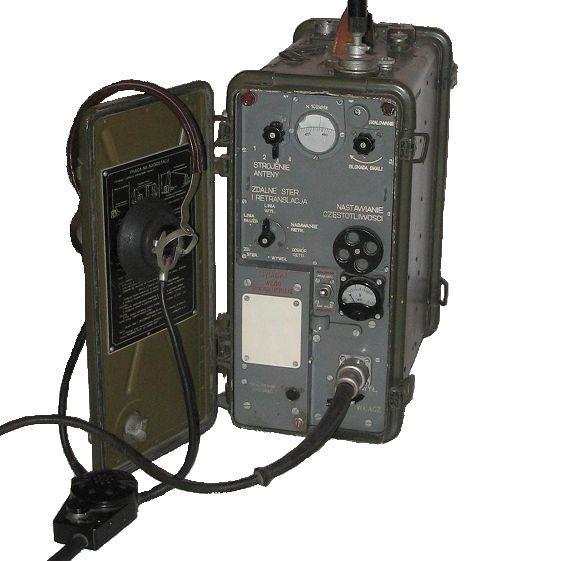
Носимая (ранцевая) УКВ радиостанция Р-105Д, СССР, 1957 г.

Радиостанции небольшой массы и габаритов, часто имеющие дополнительные приспособления для ношения — темляки, застёжки, лямки и т. д. По назначению могут быть профессиональные (в том числе военные), бытовые, радиолюбительские (для радиоспорта), а также аварийно-спасательные.

### Радиостанции для гражданской радиосвязи
Решениями ГКРЧ для гражданской связи физическим и юридическим лицам на территории Российской Федерации выделены 3 группы частот:
- 27 МГц (CB (Си-Би), Citizens’ Band, гражданский диапазон), с разрешённой выходной мощностью передатчика до 10 Вт;
- 433 МГц (LPD, Low Power Device), выделено 69 каналов для раций с выходной мощностью передатчика не более 0,01 Вт;
- 446 МГц (PMR, Personal Mobile Radio), выделено 8 каналов для раций с выходной мощностью передатчика не более 0,5 Вт.

При использовании частот 433—446 МГц в соответствии с регламентирующими решениями ГКРЧ радиостанции должны использоваться с интегрированными компактными антеннами; в диапазоне 27 МГц рации можно использовать как с компактными, так и с автомобильными и стационарными антеннами.
Использовать в России портативные рации с компактными интегрированными антеннами стандартов LPD и PMR можно без регистрации. Радиостанции диапазона 27 МГц (Си-Би) с ноября 2011 года регистрировать не нужно (согласно постановлению Правительства РФ от 13 октября 2011 г. № 837 «О внесении изменений в постановление Правительства Российской Федерации от 12 октября 2004 г. № 539» не подлежат регистрации «станции сухопутной подвижной связи личного пользования диапазона 27 МГц (СиБи-диапазона) с допустимой мощностью излучения передатчика не более 10 Вт».)

### Радиостанции глушения (jamming)
Используются для подавления сигнала нежелательных радиостанций, например, зарубежных радиостанций (РЭБ — радиоэлектронная борьба).
Часто используются военными для нарушения связи противника.
Применяются передачи (на той же частоте):
- случайного сигнала (вой);
- того же сигнала, но со сдвигом по времени;
- сигнала другой радиостанции (китайский способ).

Широко применялись в СССР, к концу 1988 года постепенно прекратили свою работу, некоторые из них были переоборудованы под радиовещательные. В настоящее время, по неподтверждённым данным, существуют в Китае, на Кубе и в КНДР.

### Контрольные станции

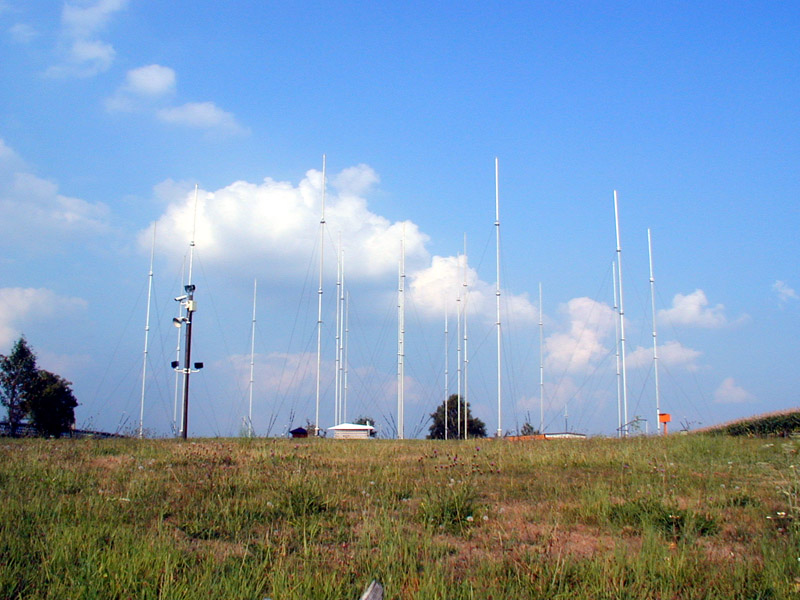
Антенны радиоприёмника в Бокхакене

Чувствительный радиоприёмник с хорошей антенной.
Применяются для контроля качества радиосигнала, поиска и пеленгации источников сигнала, для координации действий радиостанций глушения.
По неподтверждённым данным, на советских станциях контроля глушения использовались радиоприёмники «Катран».
Контрольная станция радио Deutsche Welle в Бокхакенее (40 км западнее Кёльна) расположена в подземном бункере, под антеннами. Площадь антенного поля около 4 гектар. Построена в 1964 году.
В России контролем за излучениями радиоэлектронных средств занимается радиочастотная служба (радиочастотные центры федеральных округов и их управления в каждом регионе, в 2017 г. присоединены к ФГУП «Главный радиочастотный центр»), которая в случае обнаружения нарушений передаёт сведения для применения административных методов воздействия в управление Роскомнадзора по региону.

### Радиотелескопы
Чувствительные приёмники (иногда и передатчики) с остронаправленными антеннами. Применяются для изучения объектов в космосе, иногда — для связи со спутниками и межпланетными КА. Антенны могут достигать диаметра нескольких сотен метров.

### Радиорелейные станции
Приёмо-передающие станции с направленными антеннами, образуют цепочки (радиорелейные линии). Расстояние между станциями до нескольких сотен километров (имея в виду и тропосферные линии). Применяются для построения линий связи там, где прокладка кабелей невозможна или невыгодна. При применении в военной связи радиорелейные линии являются основой «опорной сети» при перемещении войск.

### Навигационные радиостанции
Применяются для ближней (диапазоны ДВ и СВ) и дальней навигации самолётов, кораблей, подлодок, и т. п. (Передатчики систем LORAN, «Консоль», «Альфа», «Омега», наземные и космические передатчики систем GPS, ГЛОНАСС и Бэйдоу).
Для обеспечения полётов самолётов используются маркерные радиомаяки (МРМ), ближние (БПРС) и дальние (ДПРС) приводные радиостанции.
Морские маяки иногда, кроме светового и звукового сигналов, передают также и радиосигнал.

#### Спутниковые радионавигационные системы
Спутниковые радионавигационные системы (СРНС) предназначены для глобального в пространстве, непрерывного во времени всепогодного высокоточного координатно-временного обеспечения гражданских и военных потребителей наземного, морского, воздушного и космического базирования.
Спутниковая радионавигационная система состоит из нескольких подсистем. К ним относятся:
- подсистема навигационных космических аппаратов (орбитальная группировка, Space Segment);
- наземный комплекс автоматизированного управления навигационными космическими аппаратами (Ground Control Segment);
- подсистема вывода навигационных космических аппаратов на орбиту (Launch Segment);
- подсистема потребителей (Users Segment).

В настоящее время в структуру СРНС включают функциональные дополнения наземного и космического базирования.
Функциональные дополнения наземного базирования включают в себя:
- наземный комплекс локальных контрольных станций и передатчиков локальных дифференциальных поправок;
- наземный комплекс региональных контрольных станций для широкозонной дифференциальной коррекции;
- наземные передатчики глобальных дифференциальных поправок;
- центры обработки измерительной информации в комплексах контрольных станций.

Функциональное дополнение космического базирования включает геостационарные космические аппараты многоцелевого назначения.

### Синхронная сеть радиостанций
Состоит из множества сравнительно маломощных радиостанций, передающих на одной и той же частоте один и тот же сигнал. Несущая частота при этом должна быть синхронизирована с очень высокой точностью.
Преимущества
- позволяет покрыть большую территорию сигналом удовлетворительного качества;
- не позволяет точно определить положение радиостанции (иногда это — недостаток);
  - это важно военным — при налёте на Перл-Харбор, например, японские самолёты использовали сигнал станции в Гонолулу для навигации (как радиомаяк);
- сохраняет работоспособность при отказе части радиостанций.

Недостатки
- требуется сложная аппаратура синхронизации;
- существуют зоны интерференционного подавления сигналов от разных станций (станции пытаются расположить так, чтобы такие зоны приходились на малонаселённые районы);
- могут существовать юридические трудности — в США, например, создание синхронных сетей коммерческих радиостанций запрещено (чтобы не мешать конкуренции), однако после Второй мировой войны долгое время действовал план Конэлрад[англ.] («Контроль электромагнитной радиации»), по которому в случае угрозы нападения на страну все станции объединяются в синхронную сеть, передающую одну программу.

### Передатчики эталонных частот
Передают сигнал на фиксированной частоте, содержащий закодированную в той или иной форме информацию (как правило) о текущем времени.
Как частоты, так и отметки времени синхронизируются с атомными часами и являются государственными стандартами. В России за сохранение стандарта отвечает ГСВЧ (Государственная служба времени и частоты).
Используются для согласования работы синхронных сетей радиостанций, для калибровки часов и частотомеров и т. п.
СНГ
ВНИИФТРИ, «Москва» (Подмосковье, Менделеево). Частоты 4996, 9996 и 14 996 кГц (все ТЛГ/CW). Позывной RWM. Сигнал не содержит полной информации о времени, однако, если известно текущее время с точностью до нескольких минут, сигнал можно расшифровать (даже на слух). Содержит также информацию о разности UT1-UTC. Структура сигнала регламентирована ГОСТ 8.323-78.
Существует также сеть станций службы времени «Бета», подчинённая ВМФ.
На территории СНГ также существовали следующие станции (работа некоторых из них в настоящее время не подтверждена):
| Позывной    | Место- нахождение | Координаты                 | Частоты, кГц       | Передача позывных (минуты, каждый час) | Примечание          |
| ----------- | ----------------- | -------------------------- | ------------------ | -------------------------------------- | ------------------- |
| RWM         | Москва            | 55°48' с. ш. 38°18' в. д   | 4996 9996 14 996   | 9…10 39…40                             | работает (см. выше) |
| RBU         | Москва            | ?                          | 66,(6)             | 5…6                                    |                     |
| RID         | Иркутск           | 52°26' с. ш. 104°02' в. д. | 5004 10 004 15 004 | 19…20 49…50                            |                     |
| RW-166      | Иркутск           | ?                          | 200                |                                        | радиовещательная    |
| RTZ         | Иркутск           | ?                          | 50                 | 5…6                                    |                     |
| RTA         | Новосибирск       | 55°04' с. ш. 82°58' в. д.  | 10 000 15 000      | 29…30 59…60                            |                     |
| RW-76       | Новосибирск       | ?                          | 272                |                                        | радиовещательная    |
| RW-5        | Екатеринбург      |                            |                    |                                        |                     |
| RW-96       | Екатеринбург      |                            |                    |                                        | не работает         |
| RCH / ULA-4 | Ташкент           | 41°19' с. ш. 69°15' в. д.  | 2500 5000 10 000   | 29…30 59…60                            |                     |

Германия
DCF77, Франкфурт на Майне, 50°01’ с. ш., 09°00’ в. д.: Частота 77,5 кГц. Сигнал содержит полную информацию о времени и дате (включая день недели). Именно её сигнал используют всевозможные европейские «Radio Controlled» часы. Однако радиус устойчивого приёма сигнала подобными приборами ограничен значениями порядка 1500…2000 км. Таким образом, в центральной России, например, такие часы смогут принимать сигнал DCF77 только в исключительных случаях (как правило, ночью, на открытом пространстве в пасмурную погоду)
Чехия
- OMA, Либлице[чеш.]: 2500 кГц. (слышна в западных районах СНГ)

Великобритания
- MSF: 60 кГц

Франция
- TDF: 162 кГц

Япония
- JJY: 2500, 5000, 10 000, 15 000 кГц (слышна на Дальнем Востоке России)

США
- WWVH (Гавайи, Кекаха): 2500, 5000, 10 000, 15 000 кГц (слышна на Дальнем Востоке России)
- WWVB (Форт Коллинз) 2500, 5000, 10 000, 15 000, 20 000 кГц

Канада
- CHU (Оттава): 3330, 7335 и 14 670 кГц

## Классификация и использование радиочастот
- Длинные волны (ДВ), частота 30—300 кГц (длина волны 10—1 км). Используется для сверхнадёжного вещания по принципу: один (сверхмощный — сотни киловатт) передатчик — несколько тысяч километров зона вещания. Приём слабо зависит от времени года и суток, и солнечных вспышек. Однако наиболее хорошие условия приёма ночью, зимой, в годы минимума солнечной активности. Приём сильно ухудшают искровые помехи от электрических сетей, и от грозовых разрядов. 
Передающие антенны — грандиозные сооружения, мачты высотой сотни метров и километровой длины полотна антенны. Приёмные антенны двух видов — длинный провод от одного до десятков метров длиной, либо магнитная антенна.
Недостатком этого диапазона является не только крайняя его узость, но также, последние пару десятилетий, значительные затруднения приёма в городах из-за наличия большого числа импульсных источников вторичного электропитания, работающих на частотах 30—250 кГц и выше.
- Средние волны (СВ), частота 300 кГц—3 МГц (длина волны 1000—100 м) — практически всё очень похоже на ДВ, однако днём зона вещания не превышает 100—300 км, ночью возможна передача на гораздо большее расстояние.
- Короткие волны (КВ), частота 3 МГц—30 МГц, (длина волны 100—10 м) — достаточно низкое качество сигнала, за счёт селективных (неравномерных) замираний, но помех меньше, чем на ДВ и СВ. Ближняя (не подверженная искажениям и замираниям) зона до 50 км, в вещании практически не используется. Для вещания используется дальняя зона — тысячи км. Качество приёма очень сильно зависит от времени года и суток, и солнечных бурь, зато при удачных условиях, возможен приём киловаттного передатчика за несколько тысяч км. 
Между ближней и дальней зонами существует мёртвая зона (обычно 100—1000 км). В этой зоне приём невозможен.
- Ультракороткие волны (УКВ) — 62—74 МГц, 88,5—108 МГц (длина волны — около 4 и около 3 метров) — местное вещание, относительно дешёвый радиопередатчик и антенна (при этом плата за пользование частотой может быть очень большой, а сами частоты — распределяться государством по конкурсу). Используется только ближняя зона вещания — не более 50—100 км (при приёме на наружную стационарную антенну), не более 10—30 км (при приёме на автомобильную антенну и на антенну мобильного телефона или плеера). Используется высококачественное стереовещание (определяемое методом передачи — частотная модуляция, ЧМ), сравнимое с качеством MP3-плеера. Представленные выше цифры дальности сильно зависят от мощности передатчика и высоты и типа передающей антенны, и больше подходят для монорежима. Для качественного стереоприёма дальность следует уменьшить в 2—3 раза.
  - Поддиапазоны УКВ:
    - УКВ OIRT (УКВ1) — система OIRT (стерео — разностный сигнал), иногда система CCIR (стерео — с пилот-тоном);
    - УКВ CCIR (УКВ2) — только система CCIR, иногда с RDS. В быту именно этот поддиапазон часто называют «FM-диапазон» (FM с англ. — «частотная модуляция»), хотя в обоих случаях используются частотно модулированные сигналы.

В настоящее время разделение диапазона радиоволн по длинам волн является устаревшим, и радиоволны разделяются на следующие радиочастоты (с разными свойствами при распространении):
| Устаревшее название                | Современное название                                         | Диапазон частот | Применение |
| ---------------------------------- | ------------------------------------------------------------ | --------------- | --- |
|                                    | Крайне низкие частоты; Extremely low frequency (ELF)         | 3-30 Гц         | Связь с подводными лодками |
|                                    | Сверхнизкие частоты; Super low frequency (SLF)               | 30-300 Гц       | Связь с подводными лодками |
|                                    | Инфранизкие частоты: Ultra low frequency (ULF)               | 0,3-3 кГц       | Научные исследования магнитосферы и геологоразведки |
| Сверхдлинноволновый диапазон (СДВ) | Очень низкие частоты; Very low frequency (VLF)               | 3-30 кГц        | Подземная связь (для поземных шахт), дальняя морская и авиационная связь, связь с Антарктидой, дальняя морская и авиационная радионавигация                                                                     |
| Длинные волны (ДВ)                 | Низкие частоты; Low Frequency (LW)                           | 30-300 кГц      | Радиовещание, вещание метеорологической информации, вещание сигналов точного времени, дальняя связь, дальняя радионавигация. В настоящее время все услуги переходят в MF диапазон.                              |
| Средние волны                      | Средние частоты; Medium frequency (MF)                       | 0,3-3 МГц       | Радиовещание, вещание метеорологической информации, вещание сигналов точного времени, дальняя связь, дальняя радионавигация.                                                                                    |
| Короткие волны                     | Высокие частоты (ВЧ); High frequency (HF)                    | 3-30 МГц        | Радиолюбители, гражданская авиация в трансполярных широтах и океанических регионах, связь дальнобойщиков. |
| Ультракороткие волны (УКВ)         | Очень высокие частоты (ОВЧ); Very high frequency (VHF)       | 30-300 МГц      | «Связь прямой видимости». Гражданская авиация, наземная связь гражданских служб, Радиостанции современные, эфирное телевещание. Средства посадки гражданских самолётов, радиомаяки (средства ближней навигации) |
| Ультракороткие волны (УКВ)         | Ультравысокие частоты (УВЧ); Ultra high frequency (UHF)      | 0,3-3 ГГц       | Радиолокация, средства посадки типа MLS (в противовес ILS — но не получившей развитие в гражданской авиации), радиорелейные системы. Спутниковая навигация, спутниковая связь, эфирное телевещание              |
| Ультракороткие волны (УКВ)         | Сверхвысокие частоты (СВЧ); Super high frequency (SHF)       | 3-30 ГГц        | Радиолокация в районе аэродрома ВС и наземной техники. Радиорелейные системы. Космические линии связи, Спутниковое вещание                                                                                      |
|                                    | Крайне высокие частоты (КВЧ); Extremely high frequency (EHF) | 30-300 ГГц      | Научные исследования, радиоастрономия, метеорологические локаторы |
|                                    | Гипервысокие частоты (ГВЧ); Terahertz radiation              | 0,3-3 ТГц       | |